# Церковь Святой Марии (Уиднес)
Це́рковь Свято́й Мари́и (англ. St Mary's Church) — англиканская церковь в Уиднесе, Англия.
Первые попытки постройки церкви Святой Марии были предприняты в 1858 году, однако это строительство не было завершено. Первый камень был заложен 14 мая 1908 года, а службы в церкви начались 12 ноября 1910 года. Храм был спроектирован компанией «Остин энд Пэли». Вместимость церкви 770 человек.